# Варезе-Лігуре
Варезе-Лігуре, Варезе-Ліґуре (італ. Varese Ligure, ліг. Vaise Ligure) — муніципалітет в Італії, у регіоні Лігурія,  провінція Спеція.
Варезе-Лігуре розташоване на відстані близько 370 км на північний захід від Рима, 55 км на схід від Генуї, 36 км на північний захід від Спеції.
Населення — 2028 осіб (2014).

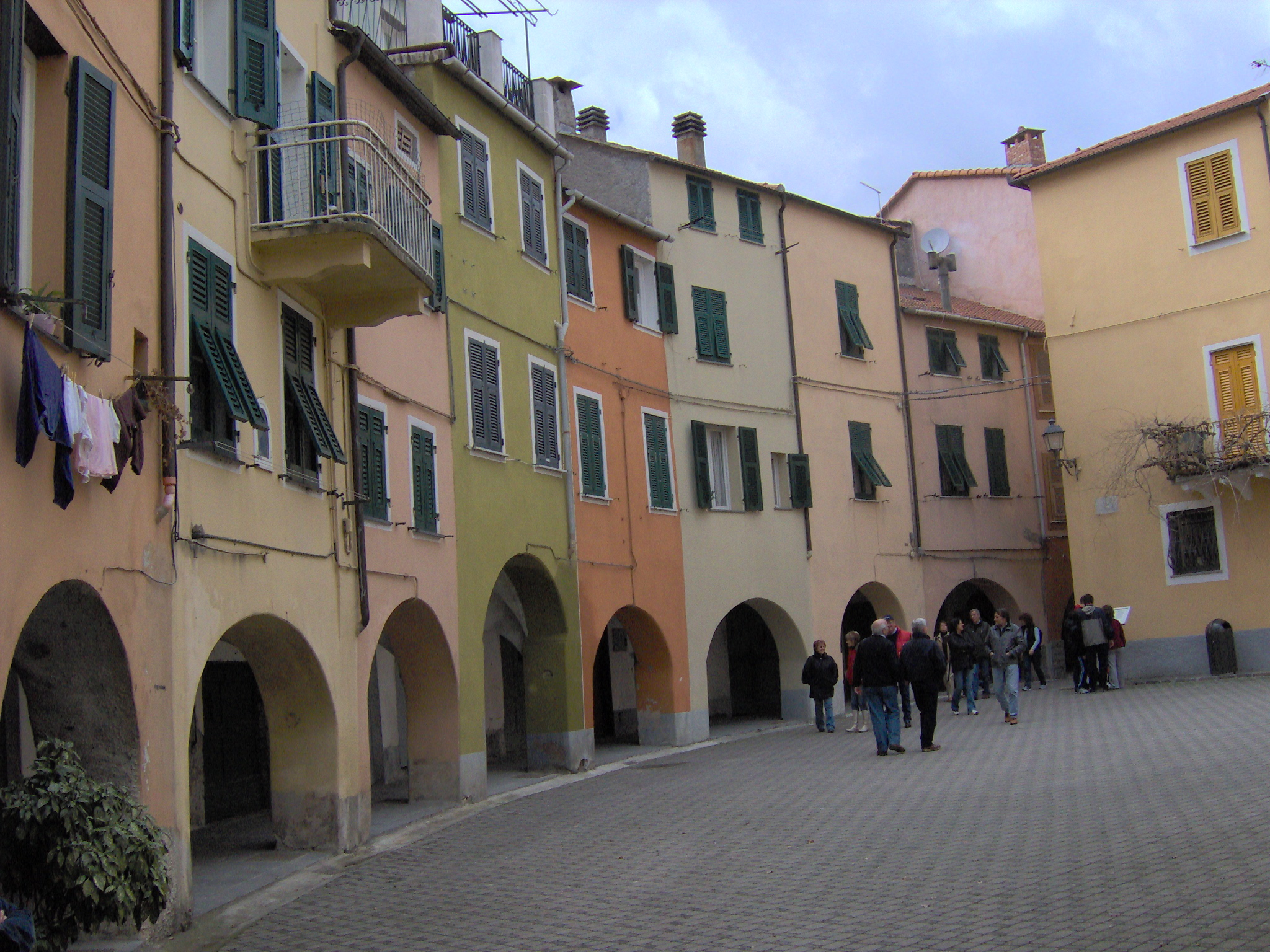

Щорічний фестиваль відбувається першої неділі липня. Покровитель — Madonna della Visitazione.

## Демографія
Населення за роками:

Станом на 1 січня 2023 року в муніципалітеті офіційно проживали 74 іноземці з 29 країн, серед них 26 громадян країн Євросоюзу та 6 громадян України.

## Сусідні муніципалітети
- Альбарето
- Борцонаска
- Карро
- Маїссана
- Не
- Сеста-Годано
- Торноло